# Хорална синагога у Вилњусу
Хорална синагога у Вилњусу (литв. Vilniaus choralinė sinagoga   ) је једина синагога у главном граду Литваније која је још увек у употреби. Остале синагоге су делимично уништене током Другог светског рата, када је Литванија била окупирана од стране нацистичке Немачке, а делом од стране совјетских власти после рата.
Хорална синагога у Вилњусу изграђена је 1903. године
Синагога је саграђена у романичко - маварском стилу. 
Она представља једину активну синагогу која је преживела и Холокауст и совјетску власт. У Вилњусу  је некада постојало преко 100 синагога.   Током совјетске власти синагога је национализована и претворена у фабрику челика.  Као резултат овакве намене, зграда је претрпела значајна оштећења. Обновљена је 2010. године и убрзо након тога је поново отворена као синагога.  Међународне донације и мала заједница јевреја у Вилњусу финансирају синагогу. Молитвене службе се одржавају у синагоги а такође је и отворена за туристе. 
Године 2019-те, синагога заједно са седиштем јеврејске заједнице је привремено затворена због претњи десничарских група. Таква одлука је донета због пораста антисемитске реторике а све у вези са јавном дебатом о одавању почасти литванским нацистима .  